# Dyctidea falcata
Dyctidea falcata är en insektsart som beskrevs av Van Duzee 1938. Dyctidea falcata ingår i släktet Dyctidea och familjen sköldstritar. Inga underarter finns listade i Catalogue of Life.